# Desa Pitu
Desa Pitu är en administrativ by i Indonesien.   Den ligger i provinsen Jawa Barat, i den västra delen av landet, 500 km öster om huvudstaden Jakarta.